# Передмістя (Чортківський район)

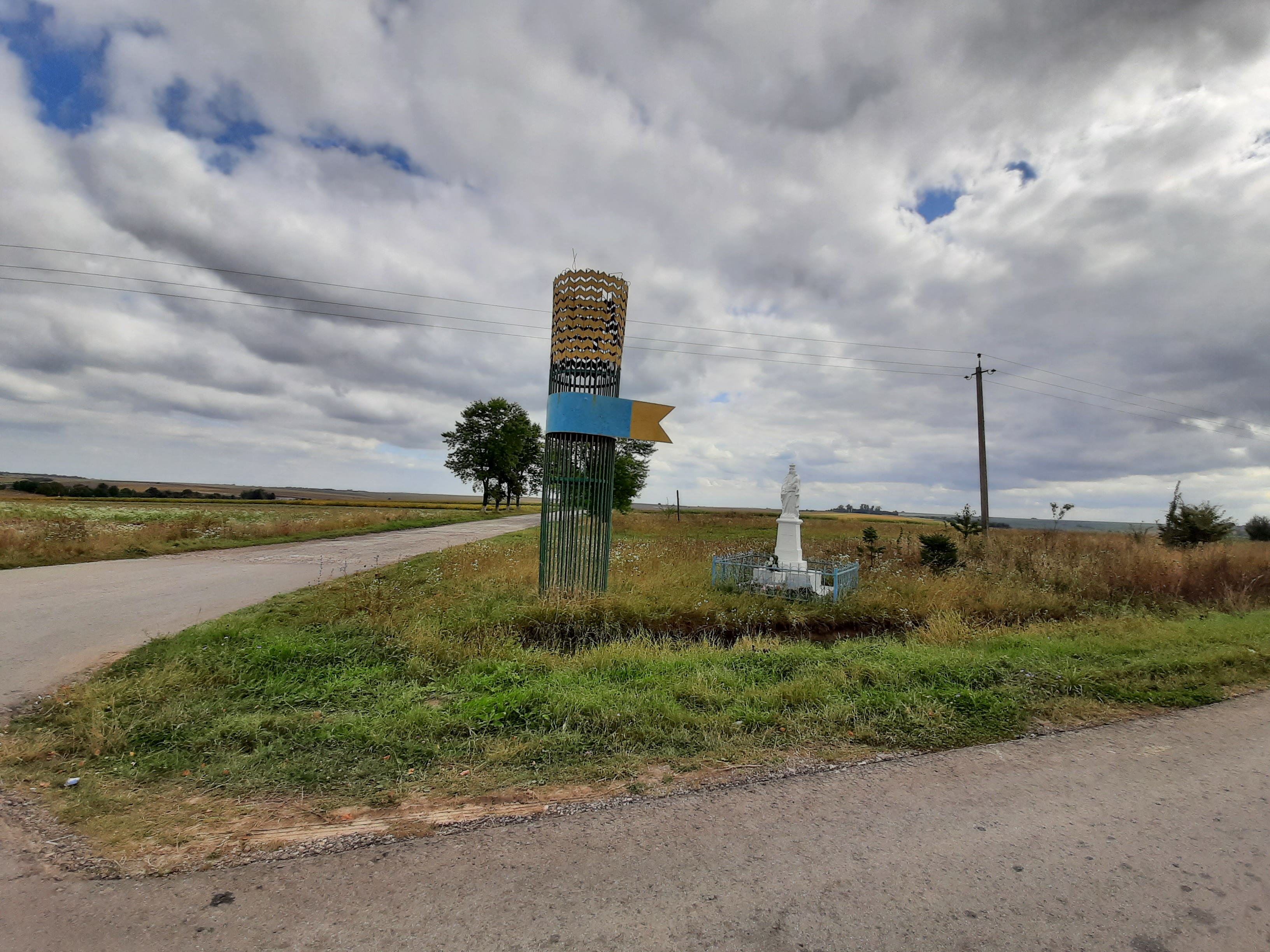
Дорога на село

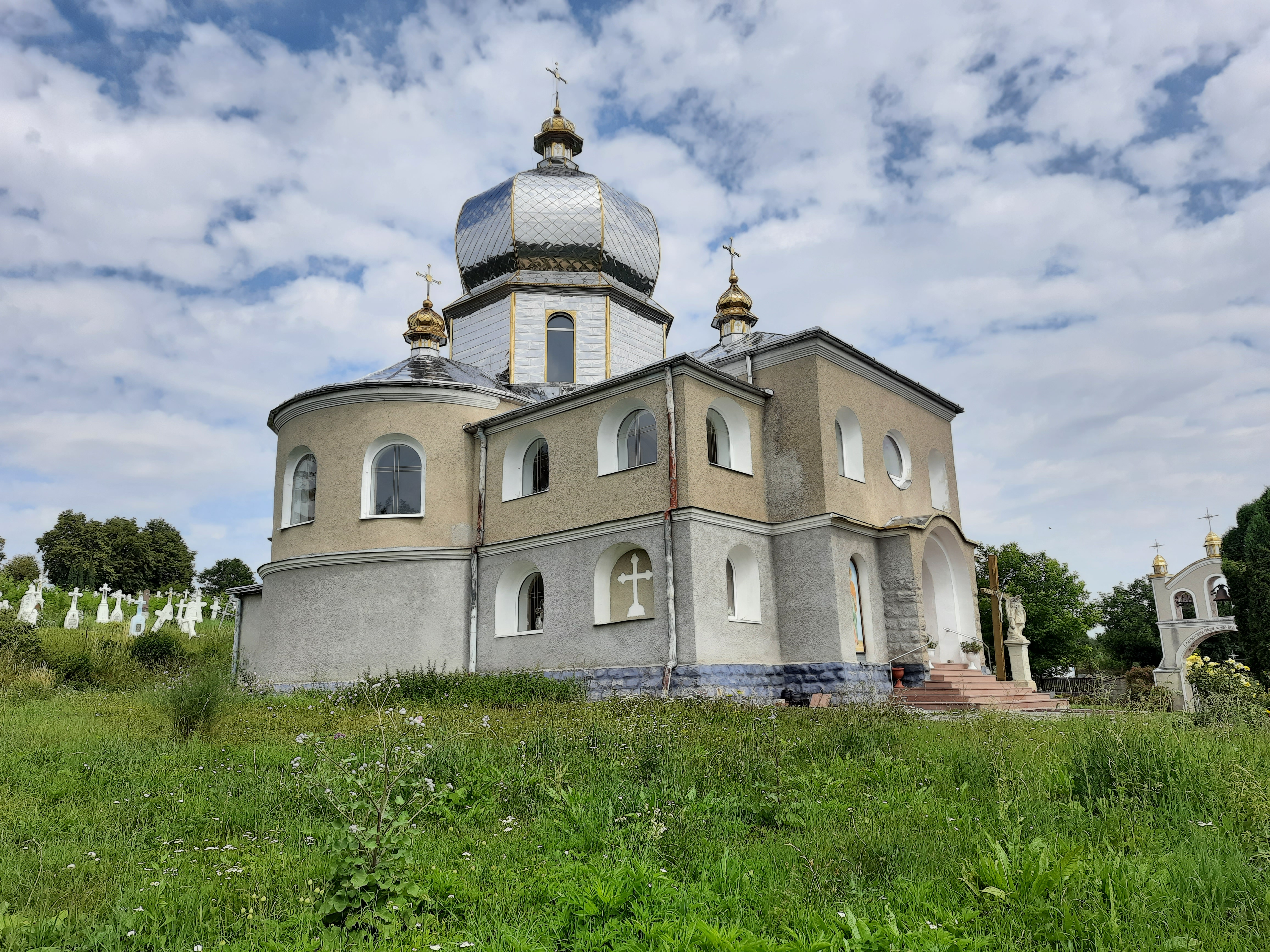
Церква святого Архистратига Михаїла

Передмі́стя — село в Україні, у Бучацькій міській громаді Чортківського району Тернопільської області. Розташоване на півдні району, на річці Потічок. Центр колишньої сільської ради.
Населення 359 осіб (станом на 2007 рік).

## Походження назви
Назва походить від того, що тривалий час село було складовою частиною Язловця.

## Історія

### Середньовіччя
За даними, наведеними в «Географічному словнику Королівства Польського», метричні книги села мали записи, починаючи з 1721 року.

### У складі Австрійської імперії, Австро-Угорщини (з 1867р.)
Власником маєтку в селі був граф Владислав Кшиштоф Волянський. — зять графа Мавриція Дідушицького,
1880 року діяла греко-католицька церква Святого Михайла — філіяльна від церкви у Язловці. Храм був дерев'яним.
Перед І-ю світовою війною діяла філія товариства «Просвіта». 1908 року філія налічувала 116 членів, бібліотека — 137 книжок, мала крамницю. Голова філії — Максим Лоґуш.
Близько 1913 р. було зведено будівлю Народного Дому (згорів під час І-ї світової війни; 1917 р. — відбудований).

До 1919 р. в сільській школі велось українською мовою; після окупації, з 1920 р. — польською. 
Діяли філії українських товариств «Просвіта», «Січ», «Сільський господар», «Рідна школа»; Каса Райффайзена, хор.
1914 р. було відсвятковано 100-у річницю з дня народження Т. Г. Шевченка.
Переписи:

1841 р. в селі проживало 256 українців.

1880 р.: всього — 579 жителів. з них: 471 (81,3 %) українець, 78 (13,5 %) поляків, 30 (5,2 %) жидів.

1900 р.: всього — 738 жителів. з них: 604 (81,9 %) українці, 77 (10,4 %) поляків, 57 (7,7 %) жидів.

1914 р. мешкали 808 осіб.
На заробітки виїжджали: до Німеччини, США, Канади, Боснії.

Була 1 корчма.

### Перша світова війна
У лавах УСС було 4 чоловіків.

В рядах армії Австро-Угорщини загинуло 12 осіб, 5 — повернулись інвалідами.

Через село проходила лінія фронту. Половина села була знищена, 50 господарств спалені.

### Період Української Революції
У роки визвольної війни 1918—1920 років у лавах УГА служили представники наступних родин: Саранчуків, Ваславських, Кривовичів, Лоґушів, Пастущаків, Дідухів. Загинули 8 осіб.

### У складі ІІ Речі Посполитої
Діяли: філії товариств «Просвіта», «Луг», гуртки товариств «Рідна школа», «Сільський господар», Секція Господинь.

Господарську діяльність вели кооператива, кредитівка (кредитна каса), молочарня.

Мешканці села організували хор, аматорський гурток. Працював дитячий садок.

Вся громадська робота проводилась в приміщенні Народного Дому.
Відзначили 70-річчя Матірного Товариства «Просвіта», проведено шкільний плебісцит, протиалкогольна акція, насипана символічна могила в честь полеглих за волю України. Під час пацифікації у Галичині 1930 року постраждали 5 осіб.
На заробітки виїжджали: до США — 3, Канади — 8, Франції — 3, Латвії — 3 осіб. На еміґрацію виїхали до 150 осіб.
Середню та вищу освіту осягнули: Володимир Лоґуш — адвокат, Омелян Лоґуш — інженер-агроном, Ярослав Лоґуш — агроном, дві дочки Кривовича — учительки.
Жителі села не допустили відновлення роботи корчми.
Мешкальних домів: 1921 р. — 111, 1931 р. — 204.

Перепис 1921 р.: всього — 741 жителів, з них: 396 (53,4 %) українців, 345 (46,6 %) поляків; греко-католиків — 492, римокатоликів 241, юдеїв — 8.

Перепис 1931 р.: всього 979 мешканців.

Перепис 1939 р.: всього — 1060 осіб, з них: 920 (87,0 %) українців, 130 (12,2 %) поляків, 10 (0,8 %) жидів.

### «Совіти»
Після приходу других «совітів»:
- частина мешканців були репресовані:
  - Дідух Антон, Дідух Михайло (вояк УПА, заарештований НКВД 1944 р., загинув у тюрмі Чорткова 1945 р.), Коженьовська Евгенія, Лоґуш Григорій (закатований у тюрмі Чорткова 1940 року), Павлишин Теодозія, Лоґуш Дмитро Іванович, Пастушак Ієронім (розстріляний без суду 20 липня 1941 р. в тюрмі Умані), Ралько Ганна, Ралько Дмитро.[10]
- церкву було перетворено на магазин збіжжя.

Частина жителів еміґрували (зокрема, Омелян Лоґуш — член проводу ОУН(б)).
На землях села було організовано колгосп «Золотий колос».

### Період Незалежності
12 червня 2020 року, відповідно до розпорядження Кабінету Міністрів України № 724-р «Про визначення адміністративних центрів та затвердження територій територіальних громад Тернопільської області» увійшло до складу Бучацької міської громади.
19 липня 2020 року, в результаті адміністративно-територіальної реформи та ліквідації Бучацького району, увійшло до складу новоутвореного Чортківського району.
З 11 грудня 2020 р. належить до Бучацької міської громади.

## Населення

### Мова
Розподіл населення за рідною мовою за даними перепису 2001 року:
| Мова       | Кількість | Відсоток |
| ---------- | --------- | -------- |
| українська | 370       | 100%     |

## Політика

### Парламентські вибори, 2019
На позачергових парламентських виборах 2019 року у селі функціонувала окрема виборча дільниця № 610175, розташована у приміщенні будинку культури.
Результати
- зареєстрований 251 виборець, явка 58,96%, найбільше голосів віддано за «Слугу народу» — 30,61%, за «Європейську Солідарність» — 20,41%, за Всеукраїнське об'єднання «Батьківщина» — 15,65%.[15] В одномандатному окрузі найбільше голосів отримав Микола Люшняк (самовисування) — 39,58%, за Ігоря Сопеля (Слуга народу) — 20,14%, за Володимира Бліхаря (Всеукраїнське об'єднання «Батьківщина») — 11,81%[16].

## Соціальна сфера
Працюють загальноосвітня школа І ступеня, клуб, бібліотека.

## Фольклор
У селі побутує закличка «Зозуленько золота», записана у 1984 році і поміщена до збірника «Дитячий фольклор» (1986):
Зозуленько золота,
Покажи мні ворота,
Куди милий надійде,
Черевички наднесе.

## Спорт
Є футбольне поле.

## Пам'ятки

### Наявні
- Церква святого Архистратига Михаїла (1928 р., кам'яна, мурована)
- капличка (1995 р., мурована)
- «фігура» (статуя) Божої Матері з Ісусом (2000 р.).

### Не збереглись
На місці теперішньої церкви святого Архистратига Михаїла була дерев'яна, старовинна; рік побудови невідомий. Метричні книги парафії мали записи з 1721 року.
Опікуном греко-католицької парафії був граф Владислав Маврицій Волянський, розстріляний більшовиками у Києві (його дружина — графиня Юлія Пінінська, небога намісника Галичина Леона Пінінського).

## Відомі люди

### Народилися
- Лоґуш Омелян — член проводу ОУН(б)
- Елеонора Вербицька (до шлюбу Ґодзінська) — українська громадська діячка в Арґентині.[21]
- Лоґуш Володимир — адвокат, громадський діяч, доктор права[22].

### Працювали
- Вовк Василь — український та радянський господарник, громадський діяч; головний агроном, голова колгоспу «Золотий колос».